# Stade Jean-Etcheberry
Le stade municipal Jean-Etcheberry est un complexe sportif français basé à Vienne (Isère) qui accueille notamment les rencontres domiciles du CS Vienne rugby mais aussi différentes compétitions sportives.

## Histoire
Avant que le stade porte le nom du rugbyman international français Jean Etcheberry, ayant remporté en tant qu'entraîneur avec le CS Vienne le championnat de France en 1937,. Avant de porter son nom, le stade portait le nom de Champ de Manœuvres de l'Isle.

## Complexe sportif
Il est composé de trois terrains de rugby homologués pour différentes compétitions, dont le principal (où joue le CSV) est éclairé, et d'une pelouse d’entraînements. Il dispose aussi de plusieurs terrains en stabilisé, de nombreuses aires de basket-ball et de handball, d'une piste d'athlétisme et de deux terrains de football composés de sable. Le complexe profite d'un parcours d'orientation d'une quarantaine de balises surtout destiné pour les établissements scolaires.
Le site est accessible en transports en commun avec la ligne 2 du réseau de bus L'va à l'arrêt Stade Etcheberry.

## Terrain d'honneur Jacky-Bouquet
Le CS Vienne rugby joue sur le terrain d'honneur Jacky-Bouquet, nommé en l'honneur de Jacques « Jacky » Bouquet, international français et joueur le plus capé du club. Le stade dispose d'une capacité d’accueil de 8 000 places, ainsi que d'une boutique et de deux buvettes. L'infrastructure comporte également une salle de musculation, de formation/vidéo et les bureaux administratifs du club. 
Il a aussi accueilli les tournois des quatre nations des moins de 17 ans en 2008, ou encore le tournoi mondial des moins de 15 et 17 ans en 2007, 2009 et 2011.